# ری لامانتین
ریموند چارلز جک «ری» لامانتِیْن (‎/lɑːmɒnˈteɪn/‎ انگلیسی: Ray LaMontagne؛ زادهٔ ۱۸ ژوئن ۱۹۷۳)
خواننده-ترانه‌پرداز و موسیقی‌دان آمریکایی است. لامانتین تا کنون هفت آلبوم استودیویی منتشر کرده‌است. او در نیوهمپشر متولد شد و پس از شنیدن آلبومی از استیون استیلز تحت تأثیر قرار گرفت تا موسیقی بیافریند. منتقدان موسیقی لامانتین را با موسیقی‌های اوتیس ردینگ، د بند، وان موریسون، نیک دریک و تیم باکلی مقایسه کرده‌اند.